# Sociedad Regional de Recaudación del Principado de Asturias
La Sociedad Regional de Recaudación del Principado de Asturias es una sociedad anónima constituida el 28 de febrero de 1990 al amparo de lo dispuesto en el artículo 49 de la Ley Orgánica 7/1981, de 30 de diciembre, del Estatuto de Autonomía del Principado de Asturias. Se crea mediante disposición adicional de la Ley 7/1989, de 28 de diciembre, de Presupuestos Generales del Principado de Asturias para 1990, y en virtud del acuerdo del Consejo de Gobierno de 11 de enero de 1990, para la realización de trabajos y servicios accesorios en el ámbito tributario.
Está adscrita a la Consejería de Hacienda y Fondos Europeos.
Su capital social está compuesto por 1.000 acciones nominativas de 300,5 euros de valor nominal cada una distribuidas entre los siguientes accionistas:
- Principado de Asturias 83,1%.
- Ayuntamiento de Proaza 0,1%.
- Ayuntamiento de Lena 0,1%.
- Ayuntamiento de Quirós 0,2%.
- Ayuntamiento de Illano 0,2%.
- Ayuntamiento de Illas 0,3%.
- Ayuntamiento de Riosa 4%.
- Ayuntamiento de Gijón 10%.
- Ayuntamiento de Teverga 2%.

## Historia
Tras la creación del Ente Público de Servicios Tributarios del Principado de Asturias la actividad de la Sociedad Regional de Recaudación, S.A., que hasta entonces había llevado a cabo la prestación de servicios en el ámbito recaudatorio, pasó a constituir un apoyo en la gestión material de la gestión tributaria desarrollada por el nuevo ente público. La Ley del Principado de Asturias 8/2014, de 17 de julio, de segunda reestructuración del sector público autonómico, autoriza en su artículo 36 al Consejo de Gobierno del Principado de Asturias a realizar los actos necesarios para modificar el objeto de la sociedad, limitando sus actividades a la realización de trabajos y servicios accesorios y de apoyo en el ámbito tributario. Con fecha 28 de enero de 2015 se elevó a público la modificación de objeto social en los términos previstos en la citada ley.